# Hôtel de la Caisse d'épargne de Châteaulin
L'hôtel de la Caisse d'épargne est un bâtiment de la fin du XIXe siècle situé à Châteaulin, en France. Il a autrefois accueilli un établissement bancaire, pour lequel il a été construit. Il est recensé à l'Inventaire général du patrimoine culturel.

## Situation et accès
L'édifice est situé au no 2 de la rue Amiral-Bauguen, à Châteaulin, sur la rive gauche de l'Aulne et plus largement vers le centre du département du Finistère.

## Histoire

### Adjudication
L'adjudication au rabais et en un seul lot des travaux de construction de l'hôtel de la Caisse d'épargne, d'abord prévue le 1er avril, a lieu le 30 mars 1898, à 13 h 30, à l'hôtel de ville,,. Un seul soumissionnaire, Michel Mazet, entrepreneur à Brasparts, a été déclaré adjudicataire,.

### Construction
Dès avril 1898, on commence la démolition des anciens bâtiments pour libérer l'emplacement et procéder aux travaux de construction En novembre de la même année, les travaux de construction sont presque terminés : il ne manque alors plus que l'ornementation extérieure.

### Conversion et possibilité municipale de préemption
Au XIXe siècle, l'agence de la Caisse d'épargne abandonne ce bâtiment. Jusqu'aux élections législatives de 2012, le député Christian Ménard y tient sa permanence au premier étage. Le rez-de-chaussée, depuis longtemps inoccupé, conserve toujours ses coffres-forts. Puis, un compromis de vente est signé par un particulier avant l'été 2015.
Les problèmes de circulation rencontrées sur le carrefour formé par les quais Cosmao et Robert-Alba, devant l'hôtel de la Caisse d'épargne, deviennent un sujet majeur dans les débats municipaux. Ainsi, en mai 2016, lors d'une rencontre du groupe municipal d'opposition avec les habitants, on propose d'étudier ce que donnerait le carrefour avec la suppression cet hôtel. Devenu vétuste, le prix de vente du bâtiment est alors de 70 000 euros,,. C'est à la fin de la séance du 10 octobre 2016 du conseil municipal que la maire, Gaëlle Nicolas, annonce que la Ville a la possibilité de faire jouer son droit de préemption sur cet immeuble et engage un débat sur ce sujet. Son prix passe alors à 65 000 euros.
Finalement, la commission municipale élargie se réunit le 20 octobre après une heure de débats, le projet de préemption est rejeté à 17 voix contre 24 avec 7 abstentions. Cela est notamment appuyé par des coûts onéreux de réhabilitation et d'entretien et la majorité n'a de plus pas de projet derrière. Le bâtiment revient au particulier — donc dans une personne privée — qui s'est précédemment porté acquéreur,.

## Statut patrimonial et juridique
Le bâtiment fait l'objet d'un recensement dans l'Inventaire général du patrimoine culturel, en tant que propriété privée. L'enquête ou le dernier récolement est effectué en 2013,. Par ailleurs, la ville de Châteaulin fait également l'objet d'un recensement,.